# Syntrichia pagorum
Syntrichia pagorum är en bladmossart som beskrevs av Johann Amann 1918. Syntrichia pagorum ingår i släktet skruvmossor, och familjen Pottiaceae. Inga underarter finns listade i Catalogue of Life.